# Luc Besson
Luc Paul Maurice Besson (født 18. marts 1959) er en fransk filminstruktør, producent og manuskriptforfatter.
Han var gift med den franske skuespiller Anne Parillaud, som han har et barn med. Hun havde hovedroller i hans film.
Han var 1997-99 gift med skuespilleren Milla Jovovich, der også havde hovedroller i hans film. 

## Filmografi
Se Luc Besson filmografi
Udvalgt filmografi
- L'Avant Dernier (1981)
- Le Dernier Combat (1983)
- Subway (1985)
- The Big Blue (1988)
- Nikita (1990)
- Atlantis (1991)
- Léon: The Professional (1994)
- The Fifth Element (1997)
- The Messenger: The Story of Joan of Arc (1999)
- Angel-A (2005)
- Arthur and the Invisibles (2006)
- Taken (2008)
- Arthur and the Revenge of Maltazard (2009)
- The Extraordinary Adventures of Adèle Blanc-Sec (2010)
- Arthur 3: The War of the Two Worlds (2010)
- The Lady (2011)
- The Family (2013)
- Lucy (2014)
- Save Kids Lives (2015)
- Valerian and the City of a Thousand Planets (2017)
- Anna (2019)